# Chicoreus longicornis
Chicoreus longicornis is een slakkensoort uit de familie van de Muricidae. De wetenschappelijke naam van de soort is voor het eerst geldig gepubliceerd in 1864 door Dunker.